# Fatih Atik
Fatih Atik (* 25. Juni 1984 in Gleizé) ist ein französisch-türkischer ehemaliger Fußballspieler. Er besitzt die französische und die türkische Staatsangehörigkeit und war damit in beiden Ländern unter einheimischer Lizenz einsetzbar.

## Karriere
Atik kam als Sohn türkischstämmiger Eltern im französischen Gleizé auf die Welt und begann 1991 in der Nachwuchsabteilung von HSC Montpellier mit dem Vereinsfußball. 2003 nahm ihn der Verein in den Profikader auf. Nachdem er bis zum Sommer 2007 für diesen Klub gespielt hatte, absolvierte er beim türkischen Erstligisten Sivasspor ein Probetraining und sollte anschließend von diesem Verein verpflichtet werden. Nachdem allerdings Sivasspor Montpellier die geforderte Ablösesumme nicht überwiesen hatte, kehrte Atik zu seinem alten Klub zurück. Atik äußerte sich enttäuscht über diesen gescheiterten Wechsel und erklärte nicht mehr in der Türkei Fußball spielen zu wollen.
2007 wechselte Atik zum französischen Drittligisten FC Tours und spielte für diesen die nachfolgenden drei Jahre. In seiner ersten Saison gelang ihm mit seinem Verein die Vizemeisterschaft der Liga und damit der Aufstieg in die Ligue 2, der zweithöchsten französischen Spielklasse. Zur Saison 2010/11 wechselte er innerhalb der 2. Liga zu US Boulogne. Bei diesem Verein verweilte er nur eine Spielzeit und zog zur neuen Saison innerhalb der Liga zu EA Guingamp weiter. Bei Guingamp etablierte er sich schnell als Leistungsträger. In seiner zweiten Saison, der Saison 2011/12, beendete er mit der Mannschaft die Liga auf dem 3. Tabellenplatz und schaffte damit den Aufstieg in die Ligue 1, in die höchste französische Spielklasse. Auch in dieser Liga blieb Atik Stammspieler und Leistungsträger. In der Saison 2013/14 wurde er mit seiner Mannschaft zudem Französischer Pokalsieger.
Im Sommer 2014 wechselte Atik zum türkischen Traditionsklub Trabzonspor. Nach zwei Jahren bei Trabzonspor wechselte er innerhalb der Süper Lig zu Kardemir Karabükspor und nach einem weiteren Jahr innerhalb der Türkei zum Zweitligisten Giresunspor.

## Erfolge
Mit FC Tours
- Vizemeister der National (D3) und Aufstieg in die Ligue 2: 2007/08

Mit EA Guingamp
- Dritter der Ligue 2 und Aufstieg in die Ligue 1: 2011/12
- Französischer Pokalsieger: 2013/14